# 华晨宇
华晨宇（1990年2月7日—），中国大陆流行乐男歌手、音樂人。2013年参加湖南卫视《快乐男声》获年度总冠军出道，隔年发行首张个人专辑《卡西莫多的礼物》。2015年发行第二张专辑《异类》，2017年发布第三张专辑《H》，2020年发行第四张专辑《新世界NEW WORLD》，2023年发行第五张专辑《希忘Hope》，2025年发行第六张专辑《量变临界点》。

## 早年生活
华晨宇1990年2月7日出生于湖北省十堰市竹山县。2007年至2010年間，就读于武汉华中艺术学校。2014年，毕业于武汉音乐学院通俗声乐演唱与编导专业。

## 出道经历

### 出道前
华晨宇曾是康熙乐队的主唱。康熙乐队成立于2011年，成员全部来自武汉音乐学院。乐队四人中有两人为音乐学院教师。在乐队成立的第二年，华晨宇因进入2013届快乐男声总决赛而告别乐队。

### 2013–2014
2013年，华晨宇参加湖南卫视《2013快乐男声》，获得全国总冠军，签约天娱传媒。同年11月2日至2014年3月15日，华晨宇参与的2013快乐男声全国巡回演唱会先后在北京、上海、杭州等11个城市举办。
2014年1月30日，首登央视春晚舞台演唱《在那遥远的地方》。1月31日，在2014北京卫视春晚演唱《We are young》。7月25日，主演的《快乐男声》纪实电影《我就是我》上映。8月15日，发行首专主打歌曲《Why nobody fights》。9月6日至7日，在北京万事达中心（原五棵松体育馆）开办两场个人演唱会。9月19日，首张个人专辑《卡西莫多的礼物》发行。

### 2015–2018
2015年6月15日，第二张专辑主打歌《我管你》释出。7月31至8月2日，在上海大舞台开办三场火星演唱会。12月18日，二专《异类》正式上线各大音乐平台。
2016年火星演唱会分别在乐视生态体育中心（北京）， 梅赛德斯-奔驰文化中心（上海）及深圳湾体育中心（深圳）举办。7月8日，为电影《使徒行者》献唱主题曲《Here We Are》。10月16日，参与录制的《天籁之战》开播。同年12月2日，获2016年Mnet亚洲音乐大奖亚洲最佳艺人（中国区）奖。
2017年3月4日，三专《H》正式上线各大音乐平台。同年6月10日，华晨宇担任导师的《明日之子》在腾讯视频开播。同年10月13、14日在北京五棵松体育馆开办两场火星演唱会。10月15日，参与录制的《天籁之战》第二季开播。
2018年2月8日，出席2018湖南卫视小年夜春晚。3月2日，参加2018湖南卫视元宵喜乐会。4月13日，华晨宇作为补位歌手参加湖南卫视《歌手2018》，最终获得亚军。同年9月8日、9月9日，华晨宇在北京国家体育场（鸟巢）开办两场火星演唱会，成为鸟巢最年轻的开唱者，也是内地鸟巢连开第一人。两场观众人数高达18万人。

### 2019–至今
2019年1月1日，通过“华晨宇工作室官方微博”宣告成立个人工作室。1月5日，宣布参与浙江卫视综艺节目《王牌对王牌》第四季，担任常驻嘉宾之一。10月28日，发行单曲《与火星的孩子对话》。11月15日起，华晨宇2019火星演唱会于海口五源河体育馆举办一连三天火星演唱会。12月4日，华晨宇新歌《好想爱这个世界啊》以数位单曲形式于网易云音乐独家发行，获得中国全音乐平台2019年度单曲销量冠军。
2020年2月7日，作为首发歌手参与湖南卫视音乐竞技节目《歌手·当打之年》，最终获得总决赛冠军，成为首位90后“歌王”。2月21日，参加综艺《王牌对王牌》第五季播出。同年5月8日，发行第四张专辑《新世界NEW WORLD》。该专辑USB版穫IFPI六白金唱片认证，CD版则获二白金唱片加一金唱片认证，为2020年度华语实体专辑销量冠军。
2021年1月29日，参加综艺《王牌对王牌》第六季播出。同年，火星演唱会于11月26-28日，12月3-5日，在海南省海口市长影环球100奇幻乐园开办，启动乐园式巡迴演唱会。
2022年2月25日，参加综艺《王牌对王牌》第七季播出。9月25日，鉴于疫情，选择于抖音平台上举办了线上音乐会“火星乐章”。同年12月20日，发行第五张专辑《希忘HOPE》。
2023年3月，作为常驻嘉宾加盟《声生不息·宝岛季》。同年4月开启火星巡迴演唱会，先后在八个热门城市举办。5月30日，杭州LGD表示华晨宇以ID「花傲天」正式加盟成为旗下和平精英队伍选手。9月9日、10日，时隔五年重返鸟巢举行十周年火星演唱会，为鸟巢演唱会四面台第一人，且单场观众人数破了内地纪录，两场高达20多万人。
2024年5月1日-4日，在山东省烟台市连开三场火星演唱会。其中5月4日场次为新形式日出演唱会。

## 个人生活
2021年1月22日，华晨宇在微博上承认与张碧晨育有一女，张碧晨亦于微博发文承认此事。随后，华晨宇团队回应表示双方将在无婚姻关系的前提下共同抚养孩子，一起参与孩子的成长过程。

## 音乐作品

### 专辑
| 序号 | 发行时间       | 专辑名称            | 曲目 |
| ---- | -------------- | ------------------- | --- |
| 1    | 2014年9月19日  | 《卡西莫多的礼物》  | 1. Why Nobody Fights 2. 微光 3. Let You Go 4. 烟火里的尘埃 5. 拆弹专家 6. 环游 7. 我们都是孤独的 8. 不朽 9. 卡西莫多的礼物 10. 枕边故事                                                 |
| 2    | 2015年12月15日 | 《異類》            | 1. 我管你 2. 国王与乞丐 3. 蜉蝣 4. 反义词 5. 异类 6. 逃离乌托邦 7. 世界是个动物园 8. 变相怪杰 9. 写给未来的孩子 10. 地球之盐 11. 忧伤的巨人                                             |
| 3    | 2017年3月14日  | 《H》               | 1. Here We Are 2. 巨鹿 3. To Be Free 4. For Forever 5. 我离孤单几公里 6. 消失的昨天 7. 造物者 8. 我的滑板鞋2016                                                                         |
| 4    | 2020年5月8日   | 《新世界NEW WORLD》 | A: 1. 斗牛 2. 好想爱这个世界啊 3. 疯人院 4. 与火星的孩子对话 5. 七重人格 6. 神树 7. 降临 8. 新世界 B: 1. 寻 2. 无聊人 3. 齐天 4. 智商二五零 5. 寒鸦少年 6. 蜡烛(DEMO)                   |
| 5    | 2022年12月20日 | 《希忘 HOPE》       | 1. 飞行模式 2. 小镇里的花 3. 小镇里的花（民乐版） 4. 黑白艺术家 5. 好想我回来啊 6. 花落时相遇 7. 走，一起去看日出吧 8. 向阳而生 9. 点燃银河尽头的篝火 10. 当全世界忘了我 11. 虚幻与现实 |
| 6    | 2025年1月10日  | 《量变临界点》      | 1. 风之海 2. 普通到不普通的人生 3. 那些我尚未知道的美丽 4. 永不熄灭的火焰 5. 忒修斯的船 6. 怪诞心理学 7. 温暖的房子 8. 不重逢 9. 人之爱 10. 晨光里有你                                  |

### 单曲
| 發行日期       | 歌曲名稱                   | 備註                                                |
| -------------- | -------------------------- | --------------------------------------------------- |
| 2013年8月9日   | 《追梦赤子心》             | 2013快乐男声主题曲                                  |
| 2013年10月13日 | 《我和我》                 | 收录于2013快乐男声十强合辑                          |
| 2013年11月12日 | 《青春再见》               | 电影《怒放2013》主题曲                              |
| 2013年11月17日 | 《Hi!自由》                | 电影《怒放2013》插曲                                |
| 2013年12月23日 | 《趁你还年轻》             | 电影《等风来》主题曲                                |
| 2014年9月9日   | 《自己的太阳》             | 《我要上学》公益主题曲                              |
| 2014年12月3日  | 《癌》                     | 天娱十年“明天的派对”跨界艺术展参展作品              |
| 2015年2月9日   | 《就这Young》              | 2015快男演唱会主题曲                                |
| 2015年2月20日  | 《高手归来》               | 韩国电影《高手们》中国版主题曲首唱                  |
| 2016年3月7日   | 《横冲直撞》               | 电影《睡在我上铺的兄弟》插曲 电视剧《青春斗》主题曲 |
| 2016年4月7日   | 《火星情报局》             | 网络综艺《火星情报局》主题曲                        |
| 2016年11月8日  | 《穿心》                   | 电视剧《相爱穿梭千年2》片尾曲                       |
| 2017年1月8日   | 《挂彩》                   | 杨坤专辑合作                                        |
| 2017年4月11日  | 《随我》                   | 2017快乐男声主题曲                                  |
| 2017年6月15日  | 《嗨夏》                   | 六神广告主题曲                                      |
| 2018年6月5日   | 《夏之旅》                 | 六神广告曲                                          |
| 2019年1月13日  | 《声希》                   | 与舞蹈艺术家沈伟合作完成的无字歌表演                |
| 2020年2月25日  | 《你要相信这不是最后一天》 | 為2019新型冠状病毒肺炎创作的公益歌曲                |
| 2020年4月2日   | 《渴不停》                 | 雪碧2020“透心凉释放”主题曲                          |
| 2021年3月22日  | 《无渴不爽》               | 雪碧2021「透心涼，渴释放」第二季主题曲              |
| 2021年4月26日  | 《飞行指挥家》             | 2021和平精英2周年庆起飞主题曲                       |
| 2022年3月14日  | 《名场面》                 | 和平精英PEL2022年度主題曲                           |
| 2022年6月15日  | 《肆无惧燥》               | 雪碧2022全新品牌单曲                                |
| 2023年8月17日  | 《永不熄灭的火焰》         | 和平精英2023电竞年度主题曲                          |

### MV作品
| 发行日期   | 歌曲名称              | 备注                                                       |
| ---------- | --------------------- | ---------------------------------------------------------- |
| 2013-08-09 | 《追梦赤子心》        | 歌唱选秀节目2013快乐男声主题曲                             |
| 2013-11-11 | 《青春再见》          | 电影《怒放之青春再见》主题曲                               |
| 2013-11-17 | 《Hi！自由》          | 电影《怒放之青春再见》主题曲                               |
| 2014-06-27 | 《每一顆星辰》        | 电影《我就是我》主题曲                                     |
| 2014-09-19 | 《拆弹专家》          | 歌曲收录于专辑《卡西莫多的礼物》                           |
| 2014-07-14 | 《不朽》              | 歌曲收录于专辑《卡西莫多的礼物》                           |
| 2014-11-21 | 《卡西莫多的礼物》    | 歌曲收录于专辑《卡西莫多的礼物》                           |
| 2014-11-25 | 《烟火里的尘埃》      | 歌曲收录于专辑《卡西莫多的礼物》                           |
| 2014-12-01 | 《Why nobody fights》 | 歌曲收录于专辑《卡西莫多的礼物》                           |
| 2015-02-09 | 《就这young》         | 歌唱选秀节目2015年快乐男声演唱会主题曲                     |
| 2015-08-07 | 《国王与乞丐》        | 歌曲收录于专辑《异类》                                     |
| 2015-11-20 | 《蜉蝣》              | 歌曲收录于专辑《异类》                                     |
| 2016-01-18 | 《异类》              | 歌曲收录于专辑《异类》                                     |
| 2016-05-12 | 《火星情報局》        | 二次元手绘漫画MV                                           |
| 2016-07-18 | 《Here we are》       | 电影《使徒行者》主题曲                                     |
| 2016-08-03 | 《To Be Free》        | 电影《勇士之門》宣传曲                                     |
| 2017-02-27 | 《我管你》真我版      | 收录于专辑《异类》                                         |
| 2017-04-11 | 《随我》              | 歌唱选秀节目2017快乐男声主题曲                             |
| 2017-04-17 | 《寻》                | 《花儿与少年3·冒险季》主题曲 收录于专辑《新世界NEW WORLD》 |
| 2017-06-05 | 《齐天》              | 电影《悟空传》主曲题                                       |
| 2018-08-29 | 《寒鸦少年》          | 电视剧 《斗破苍穹》主题曲                                  |
| 2019-11-11 | 《与火星的孩子对话》  | 歌曲收录于专辑《新世界NEW WORLD》                          |
| 2020-04-02 | 《渴不停》            | 雪碧2020“透心涼释放”主题曲                                 |
| 2020-05-08 | 《斗牛》              | 歌曲收录于专辑《新世界NEW WORLD》                          |
| 2021-05-11 | 《飞行指挥家》        | 和平精英2周年庆起飞主题曲                                  |
| 2022-06-15 | 《肆無懼燥》          | 雪碧2022全新品牌单曲                                       |
| 2023-02-07 | 《飞行模式》          | 歌曲收录于专辑《希忘 HOPE》                                |
| 2023-02-22 | 《向阳而生》          | 歌曲收录于专辑《希忘 HOPE》                                |
| 2023-03-08 | 《小镇里的花》        | 歌曲收录于专辑《希忘 HOPE》                                |
| 2024-04-29 | 《永不熄灭的火焰》    | 和平精英5周年主題曲                                        |
| 2024-10-13 | 《火花Flame》         | 和平精英「時空協奏：火花」協奏曲                           |

## 演唱會记录

### 火星演唱會
|                | 总场次         | 举办时间       | 地点                                                                       |
| -------------- | -------------- | -------------- | -------------------------------------------------------------------------- |
| 2014火星演唱会 | 2              | 2014-09-06     | 中国北京 万事达中心                                                        |
| 2014火星演唱会 | 2              | 2014-09-07     | 中国北京 万事达中心                                                        |
| 2015火星演唱会 | 3              | 2015-07-31     | 中国上海 上海大舞台                                                        |
| 2015火星演唱会 | 3              | 2015-08-01     | 中国上海 上海大舞台                                                        |
| 2015火星演唱会 | 3              | 2015-08-02     | 中国上海 上海大舞台                                                        |
| 2016火星演唱会 | 3              | 2016-07-02     | 中国北京 乐视生态体育中心                                                  |
| 2016火星演唱会 | 3              | 2016-08-21     | 中国上海 梅赛德斯-奔驰文化中心                                             |
| 2016火星演唱会 | 3              | 2016-09-16     | 中国深圳 深圳湾体育中心("春茧"体育馆)                                      |
| 2017火星演唱会 | 2              | 2017-10-13     | 中国北京 五棵松体育馆                                                      |
| 2017火星演唱会 | 2              | 2017-10-14     | 中国北京 五棵松体育馆                                                      |
| 2018火星演唱会 | 2              | 2018-09-08     | 中国北京 国家体育场（鸟巢）                                                |
| 2018火星演唱会 | 2              | 2018-09-09     | 中国北京 国家体育场（鸟巢）                                                |
| 2019火星演唱会 | 3              | 2019-11-15     | 中国海口 五源河体育场                                                      |
| 2019火星演唱会 | 3              | 2019-11-16     | 中国海口 五源河体育场                                                      |
| 2019火星演唱会 | 3              | 2019-11-17     | 中国海口 五源河体育场                                                      |
| 2020火星演唱会 | （因疫情取消） | （因疫情取消） | （因疫情取消）                                                             |
| 2021火星演唱会 | 6              | 2021-11-26     | 中国海口 海口长影环球100奇幻乐园                                           |
| 2021火星演唱会 | 6              | 2021-11-27     | 中国海口 海口长影环球100奇幻乐园                                           |
| 2021火星演唱会 | 6              | 2021-11-28     | 中国海口 海口长影环球100奇幻乐园                                           |
| 2021火星演唱会 | 6              | 2021-12-3      | 中国海口 海口长影环球100奇幻乐园                                           |
| 2021火星演唱会 | 6              | 2021-12-4      | 中国海口 海口长影环球100奇幻乐园                                           |
| 2021火星演唱会 | 6              | 2021-12-5      | 中国海口 海口长影环球100奇幻乐园                                           |
| 2022火星演唱會 | （因疫情取消） | （因疫情取消） | （因疫情取消）                                                             |
| 2023火星演唱会 | 19             | 2023-04-07     | 中国杭州 白马湖公园                                                        |
| 2023火星演唱会 | 19             | 2023-04-08     | 中国杭州 白马湖公园                                                        |
| 2023火星演唱会 | 19             | 2023-04-09     | 中国杭州 白马湖公园                                                        |
| 2023火星演唱会 | 19             | 2023-04-30     | 中国成都 成都露天音乐公园                                                  |
| 2023火星演唱会 | 19             | 2023-05-01     | 中国成都 成都露天音乐公园                                                  |
| 2023火星演唱会 | 19             | 2023-05-02     | 中国成都 成都露天音乐公园                                                  |
| 2023火星演唱会 | 19             | 2023-05-27     | 中国武汉 武汉园博园                                                        |
| 2023火星演唱会 | 19             | 2023-05-28     | 中国武汉 武汉园博园                                                        |
| 2023火星演唱会 | 19             | 2023-06-22     | 中国长沙 马栏山鸭嘴公园                                                    |
| 2023火星演唱会 | 19             | 2023-06-23     | 中国长沙 马栏山鸭嘴公园                                                    |
| 2023火星演唱会 | 19             | 2023-06-24     | 中国长沙 马栏山鸭嘴公园                                                    |
| 2023火星演唱会 | 19             | 2023-09-09     | 中国北京 国家体育场（鸟巢）                                                |
| 2023火星演唱会 | 19             | 2023-09-10     | 中国北京 国家体育场（鸟巢）                                                |
| 2023火星演唱会 | 19             | 2023-09-27     | 中国上海 虹口足球场                                                        |
| 2023火星演唱会 | 19             | 2023-09-28     | 中国上海 虹口足球场                                                        |
| 2023火星演唱会 | 19             | 2023-09-29     | 中国上海 虹口足球场                                                        |
| 2023火星演唱会 | 19             | 2023-10-21     | 中国南京 南京奥体中心体育场                                                |
| 2023火星演唱会 | 19             | 2023-12-02     | 中国广州 广州大学城体育中心体育场                                          |
| 2023火星演唱会 | 19             | 2023-12-03     | 中国广州 广州大学城体育中心体育场                                          |
| 2024火星演唱会 | 20             | 2024-05-01     | 中国烟台 养马岛音乐营地(牟平区里蹦岛) （2024/05/04為火星演唱會「日出場」） |
| 2024火星演唱会 | 20             | 2024-05-02     | 中国烟台 养马岛音乐营地(牟平区里蹦岛) （2024/05/04為火星演唱會「日出場」） |
| 2024火星演唱会 | 20             | 2024-05-04     | 中国烟台 养马岛音乐营地(牟平区里蹦岛) （2024/05/04為火星演唱會「日出場」） |
| 2024火星演唱会 | 20             | 2024-05-24     | 香港特别行政区 中环海滨活动空间                                            |
| 2024火星演唱会 | 20             | 2024-05-25     | 香港特别行政区 中环海滨活动空间                                            |
| 2024火星演唱会 | 20             | 2024-05-26     | 香港特别行政区 中环海滨活动空间                                            |
| 2024火星演唱会 | 20             | 2024-07-20     | 中国南昌 南昌国际体育中心体育场                                            |
| 2024火星演唱会 | 20             | 2024-07-21     | 中国南昌 南昌国际体育中心体育场                                            |
| 2024火星演唱会 | 20             | 2024-08-10     | 中国合肥 合肥体育中心体育场                                                |
| 2024火星演唱会 | 20             | 2024-08-11     | 中国合肥 合肥体育中心体育场                                                |
| 2024火星演唱会 | 20             | 2024-08-24     | 中国重庆 重庆奥体中心体育场                                                |
| 2024火星演唱会 | 20             | 2024-09-07     | 中国北京 国家体育场（鸟巢）                                                |
| 2024火星演唱会 | 20             | 2024-09-08     | 中国北京 国家体育场（鸟巢）                                                |
| 2024火星演唱会 | 20             | 2024-10-04     | 中国贵阳 贵阳观山湖公园民族大联欢广场                                      |
| 2024火星演唱会 | 20             | 2024-10-05     | 中国贵阳 贵阳观山湖公园民族大联欢广场                                      |
| 2024火星演唱会 | 20             | 2024-10-06     | 中国贵阳 贵阳观山湖公园民族大联欢广场                                      |
| 2024火星演唱会 | 20             | 2024-10-26     | 中国杭州 杭州奥体中心体育场                                                |
| 2024火星演唱会 | 20             | 2024-11-10     | 中国武汉 武汉五环体育中心体育场                                            |
| 2024火星演唱会 | 20             | 2024-11-29     | 中国深圳 深圳大運中心體育場                                                |
| 2024火星演唱会 | 20             | 2024-11-30     | 中国深圳 深圳大運中心體育場                                                |
| 2025火星演唱會 | 17             | 2025-03-08     | 中国福州 福州海峽奧體中心體育場                                            |
| 2025火星演唱會 | 17             | 2025-03-09     | 中国福州 福州海峽奧體中心體育場                                            |
| 2025火星演唱會 | 17             | 2025-03-22     | 中国長沙 賀龍體育場                                                        |
| 2025火星演唱會 | 17             | 2025-03-23     | 中国長沙 賀龍體育場                                                        |
| 2025火星演唱會 | 17             | 2025-04-05     | 中国西安 西安奧體中心體育場                                                |
| 2025火星演唱會 | 17             | 2025-04-06     | 中国西安 西安奧體中心體育場                                                |
| 2025火星演唱會 | 17             | 2025-05-02     | 中国佛山 佛山千燈湖音樂秀場                                                |
| 2025火星演唱會 | 17             | 2025-05-03     | 中国佛山 佛山千燈湖音樂秀場                                                |
| 2025火星演唱會 | 17             | 2025-05-04     | 中国佛山 佛山千燈湖音樂秀場                                                |
| 2025火星演唱會 | 17             | 2025-05-17     | 中國青島 青島市民健身中心體育場                                            |
| 2025火星演唱會 | 17             | 2025-05-31     | 中國成都 東安湖體育公園主體育場                                            |
| 2025火星演唱會 | 17             | 2025-06-01     | 中國成都 東安湖體育公園主體育場                                            |
| 2025火星演唱會 | 17             | 2025-06-14     | 中國郑州 郑州奥体中心体育场                                                |
| 2025火星演唱會 | 17             | 2025-06-28     | 中國沈阳 沈阳奥体中心体育场                                                |
| 2025火星演唱會 | 17             | 2025-08-29     | 中国苏州 苏州奥体中心体育场                                                |
| 2025火星演唱會 | 17             | 2025-08-30     | 中国苏州 苏州奥体中心体育场                                                |
| 2025火星演唱會 | 17             | 2025-08-31     | 中国苏州 苏州奥体中心体育场                                                |

### 其他大型演出
| 日期           | 演唱会名称                               | 地点                         |
| 2013年11月2日  | 2013快乐男声全国巡演北京站               | 北京工人体育馆               |
| 2013年11月23日 | 2013快乐男声全国巡演上海站               | 上海大舞台                   |
| 2013年11月30日 | 2013快乐男声全国巡演武汉站               | 湖北武汉沌口体育中心体育馆   |
| 2013年12月13日 | 2013快乐男声全国巡演深圳站               | 广东深圳体育场               |
| 2013年11月2日  | 2013快乐男声全国巡演重庆站               | 重庆市渝北区体育场           |
| 2014年1月1日   | 2013快乐男声全国巡演南京站               | 江苏南京奥体中心体育馆       |
| 2014年1月12日  | 2013快乐男声全国巡演广州站               | 广东广州体育馆               |
| 2014年2月15日  | 2013快乐男声全国巡演苏州站               | 江苏苏州市体育中心体育馆     |
| 2014年2月22日  | 2013快乐男声全国巡演成都站               | 四川成都四川省体育馆         |
| 2014年3月1日   | 2013快乐男声全国巡演厦门站               | 福建厦门集美嘉庚体育馆       |
| 2014年3月15日  | 2013快乐男声全国巡演杭州站               | 浙江杭州黄龙体育中心         |
| 2014年1月19日  | 2014绵柔·梨花村群星演唱会                | 湖北省十堰市体育场           |
| 2014年1月30日  | 《梦想星搭档》为了孩子公益盛典           |                              |
| 2014年1月30日  | 2014中国中央电视台春节联欢晚会           |                              |
| 2014年1月31日  | 2014北京卫视春节联欢晚会                 |                              |
| 2014年2月14日  | 2014湖南卫视元宵喜乐会                   |                              |
| 2015年2月19日  | 2015北京卫视春节联欢晚会                 |                              |
| 2015年11月10日 | 天猫双11狂欢夜                           | 北京・北京水立方             |
| 2016年1月7日   | 2015微博之夜                             |                              |
| 2016年1月8日   | 朗朗的天空                               | 沈阳辽宁体育馆               |
| 2016年1月29日  | 新氧2016小鲜肉巡回颜唱会                 | 广州国际体育演艺中心         |
| 2016年2月8日   | 2016北京卫视春节联欢晚会                 |                              |
| 2016年4月9日   | 第十六届音乐风云榜年度盛典               | 深圳湾体育中心               |
| 2016年5月8日   | 第23回北京大学生映画祭                   | 北京奥体中心                 |
| 2016年7月23日  | 淘宝造物节                               | 上海世博展览馆               |
| 2016年9月12日  | “美丽宁夏 2016中秋之夜”巨星演唱会        | 银川市贺兰山体育场           |
| 2016年9月27日  | 亚洲新歌榜2016年度盛典                   | 北京会议中心                 |
| 2016年10月16日 | 第十一届中国金鹰电视艺术节颁奖晚会       |                              |
| 2016年11月10日 | 天猫双11狂欢夜                           | 深圳大运中心体育馆           |
| 2016年11月26日 | 咪咕群星演唱会                           | 贵州贵阳市新体育场           |
| 2016年12月17日 | 唱响南京2016巨星演唱会                   | 南京五台山体育中心体育场     |
| 2016年12月20日 | 2016 国剧盛典                            | 北京园博园                   |
| 2016年12月23日 | 海航集团2017迎新晚会                     | 海口海航文化广场             |
| 2016年12月24日 | 京东校园之星总决赛群星演唱会             | 北京工业大学体育馆           |
| 2017年4月22日  | 香蕉计划big嘉年华                        | 上海世博公园                 |
| 2017年5月1日   | 草莓音乐节                               | 上海世博公园                 |
| 2017年5月20日  | in-music演唱会                           | 武汉华中科技大学光谷体育馆   |
| 2017年5月27日  | 映客樱花女神星光夜                       | 北京奥体中心                 |
| 2017年7月8日   | 珠江纯生《生・非凡》生啤酒派             | 广州塔                       |
| 2017年8月27日  | SUMMER SONIC音楽祭                       | 上海申迪生态园               |
| 2017年9月1日   | 鲁班设计尖货节                           | 上海东方体育中心             |
| 2017年9月3日   | D1 GRAND PRIX飘移大奖赛合肥站            | 合肥                         |
| 2017年9月27日  | 长沙保利MALL开业盛典                     | 长沙保利MALL                 |
| 2017年11月5日  | 凯迪拉克中心揭幕盛典                     | 北京凯迪拉克中心             |
| 2017年11月11日 | 星悦汇公演                               | 苏州                         |
| 2017年11月26日 | 《国色清香 荣耀中原》超级巨星演唱会      | 河南省体育中心               |
| 2017年12月2日  | 2018爱奇艺尖叫之夜                       |                              |
| 2017年12月3日  | 2017腾讯视频星光大赏                     |                              |
| 2018年1月13日  | 烎2018・潮音发布夜                       |                              |
| 2018年2月8日   | 2018湖南卫视小年夜春晚                   |                              |
| 2018年3月2日   | 2018湖南卫视元宵喜乐会                   |                              |
| 2018年4月29日  | 红牛2018长江国际音乐节                   | 中国镇江世业州               |
| 2018年4月30日  | 上海滴水湖阳光音乐节                     | 上海滴水湖西島               |
| 2018年5月5日   | 2018奇迹演唱会郑州站・520美容师之夜      | 河南省体育中心               |
| 2018年5月19日  | 珠江纯生《生・非凡》生啤酒派对           | 广州塔                       |
| 2018年5月26日  | 炫舞之夜即QQ炫舞十周年盛典               | 上海宝山体育馆               |
| 2018年5月27日  | 映客樱花女神星光夜                       | 广州体育馆                   |
| 2018年6月17日  | 2018南京国潮音乐节                       | 南京银杏湖乐园               |
| 2018年8月5日   | 大麦网・世界妙物纪音乐节                 | 上海金山城市沙滩             |
| 2018年9月22日  | 2018中国南昌·梅岭伶伦音乐节              | 南昌市湾里区新经济产业园广场 |
| 2018年9月24日  | 2018湖南卫视《中秋之夜》                 | 湖南长沙铜官窑古镇           |
| 2018年9月24日  | 北京易车Running Shark流行电子音乐节      | 北京世界葡萄博览园           |
| 2018年9月29日  | 无限彩蛋演唱会                           | 深圳市保安体育中心体育场     |
| 2018年10月1日  | BONBONLAND 西部音乐节                    | 成都都江堰西部音乐公园       |
| 2018年10月2日  | 2018珠海沙滩音乐节                       | 珠海海滨泳场沙滩             |
| 2018年10月4日  | 2018武汉云游国际音乐节                   | 武汉体育中心                 |
| 2018年10月27日 | 莫文蔚世界巡回演唱会重庆站嘉宾           | 重庆国际世博中心             |
| 2018年10月28日 | 王者荣耀三周年音乐盛典                   | 五粮液成都金融城演艺中心     |
| 2018年12月12日 | 《芭莎男士》商业星力量“智美先锋”年度盛典 | 北京751D·PARK                |
| 2018年12月31日 | 2019湖南卫视跨年演唱会                   | 广州宝能国际体育演艺中心     |
| 2019年1月11日  | 2018微博之夜                             | 北京五棵松凯迪拉克中心       |
| 2019年1月13日  | 2018阅文超级ip风云盛典                   | 上海                         |
| 2019年1月13日  | 烎2019南京潮音发布夜                     | 南京青奥体育公园体育馆       |
| 2019年4月24日  | 2019中國航天日文藝晚會                   |                              |
| 2019年5月4日   | 湖南衛視五四文藝晚會                     |                              |
| 2019年5月18日  | 成都BBF比特節拍音樂節                    | 成都國際非遺創意產業園       |
| 2019年5月25日  | 2019上海滴水湖陽光音樂節                 | 上海滴水湖西島               |
| 2019年7月7日   | 2019青島鳳凰音樂節                       | 青島鳳凰之聲大劇院           |
| 2019年7月10日  | 極限挑戰第五季公益演唱會                 | 上海船舶館                   |
| 2019年7月13日  | 浙江衛視2019年中音樂盛典                 | 重慶國際世博中心             |
| 2019年8月10日  | 王者榮耀世界冠軍盃                       |                              |
| 2019年9月7日   | 2019成都國際車展•易車RUNNINGSHARK潮音節  | 成都西博城                   |
| 2019年11月10日 | 2019天貓雙11狂歡夜                       |                              |
| 2019年12月14日 | 第十三屆音樂盛典咪咕滙                   |                              |
| 2019年12月31日 | 2020湖南衛視跨年                         |                              |
| 2020年1月11日  | 2019微博之夜                             |                              |
| 2020年12月31日 | 2020-2021湖南衛視跨年                    |                              |
| 2021年1月10日  | 腾讯娱乐白书皮盛典                       | 北京                         |
| 2021年2月28日  | 2020微博之夜                             |                              |
| 2021年3月31日  | 时尚芭莎年度派对                         | 上海                         |
| 2021年5月3日   | 和平精英两周年派对                       | 重庆                         |
| 2021年6月12日  | 浙江卫视 百度潮盛典活动                  |                              |
| 2021年9月21日  | 央视"湾区升明月"                         |                              |
| 2021年11月10日 | 2021天貓雙11狂歡夜                       |                              |
| 2021年12月31日 | 2021-2022 湖南衛視跨年                   | 湖南長沙                     |
| 2022年11月19日 | 湖南旅遊發展大會                         | 湖南                         |

## 影視作品

### 電影及網劇
- 2013年 范立欣導演 紀錄片《我就是我》
- 2014年 《卡西莫多的禮物》(微電影) 附：入围第四届北京国际微电影节最佳男演员（提名）[39]
- 2015年 《史料不及》 (综艺) 客串
- 2015年 《戀家有方》(節目) 客串

### 綜藝節目
僅列擔任固定來賓的節目
| 开播日期       | 收官日期       | 播放平台   | 節目名稱              | 期数     |
| -------------- | -------------- | ---------- | --------------------- | -------- |
| 2014年4月25日  | 2014年6月13日  | 湖南卫视   | 《花兒與少年》        | 8        |
| 2015年7月18日  | 2015年9月21日  | 土豆音樂   | 《粉絲製造 第三季》   | 9+特別篇 |
| 2015年11月13日 | 2015年12月25日 | 江苏卫视   | 《唱遊天下》          | 9        |
| 2016年3月5日   | 2016年3月5日   | 东方卫视   | 《王牌對王牌》        | 第6期    |
| 2016年10月16日 | 2017年1月1日   | 浙江衛視   | 《天籁之战》          | 12       |
| 2017年6月3日   | 2017年9月2日   | 上海電視台 | 《旅途的花样》        | 13       |
| 2017年6月10日  | 2017年9月23日  | 腾讯视频   | 《明日之子》          | 15       |
| 2017年10月15日 | 2018年1月13日  | 东方卫视   | 《天籁之战 第二季》   | 13       |
| 2018年2月2日   | 2018年4月20日  | 湖南卫视   | 《歌手2018》          | 10       |
| 2018年6月29日  | 2018年9月14日  | 腾讯视频   | 《明日之子 第二季》   | 12       |
| 2019年2月5日   | 2019年4月19日  | 浙江卫视   | 《王牌對王牌 第四季》 | 12       |
| 2019年6月22日  | 2019年8月24日  | 腾讯视频   | 《明日之子水晶时代》  | 10       |
| 2020年2月7日   | 2020年4月24日  | 湖南卫视   | 《歌手·当打之年》     | 12       |
| 2020年2月21日  | 2020年5月8日   | 浙江卫视   | 《王牌對王牌 第五季》 | 12       |
| 2021年1月29日  | 2021年4月16日  | 浙江卫视   | 《王牌對王牌 第六季》 | 12       |
| 2022年2月25日  | 2022年5月14日  | 浙江卫视   | 《王牌对王牌 第七季》 | 12       |
| 2022年3月11日  | 2022年6月10日  | 湖南卫视   | 《春天花会开》        | 12       |
| 2022年5月20日  | 2022年8月12日  | 爱奇艺     | 《萌探探探案2》       | 13       |
| 2023年3月16日  | 2023年4月20日  | 湖南卫视   | 《声生不息·宝岛季》   | 12       |
| 2023年10月20日 | 2024年1月19日  | 浙江卫视   | 《王牌对王牌 第八季》 | 13       |

## 获奖记录
| 年份 | 日期     | 盛典/节目                                    | 奖项                     | 获奖对象                     |
| ---- | -------- | -------------------------------------------- | ------------------------ | ---------------------------- |
| 2013 | 9月27日  | 湖南卫视2013快乐男声                         | 全国总冠军               | 华晨宇                       |
| 2013 | 12月8日  | 第6届音乐风云榜新人盛典                      | 最受欢迎男歌手獎         | 华晨宇                       |
| 2014 | 1月15日  | 2013新浪微博之夜                             | 微博年度星光奖           | 华晨宇                       |
| 2014 | 1月18日  | 直通春晚                                     | 全国四强                 | 华晨宇                       |
| 2014 | 3月31日  | 第21届东方风云榜                             | 最佳新锐歌手獎           | 华晨宇                       |
| 2014 | 4月29日  | 第三届“湖北音乐年度人物”评选活动             | 湖北音乐年度人物         | 华晨宇                       |
| 2014 | 8月22日  | 搜狗网址导航“人气王”第二季评选活动           | 搜狗人气王               | 华晨宇                       |
| 2014 | 12月6日  | 尖叫2015爱奇艺之夜                           | 互联网最受欢迎歌手獎     | 华晨宇                       |
| 2014 | 12月12日 | 2014土豆网“青春的选擇”年度盛典               | 年度最受欢迎专辑獎       | 《卡西莫多的礼物》           |
| 2014 | 12月23日 | Hi歌年度盛典                                 | 年度Hi歌獎               | 《春》                       |
| 2014 | 12月30日 | 第15届华语音乐传媒大奖                       | 百家传媒最受瞩目男歌手獎 | 华晨宇                       |
| 2014 | 12月31日 | 蜻蜓空中音乐榜年度盛典                       | 最受欢迎男歌手獎         | 华晨宇                       |
| 2014 | 12月31日 | 第2届乐动·微乐迷流行音乐                     | 最佳男歌手獎             | 华晨宇                       |
| 2015 | 1月15日  | 2014新浪微博之夜                             | 微博年度吸引力           | 华晨宇                       |
| 2015 | 1月16日  | 2014优酷全视频之夜                           | 全视频热点人物獎         | 华晨宇                       |
| 2015 | 1月17日  | 腾讯应用宝“星app之夜”年度盛典                | 年度最佳男歌手           | 华晨宇                       |
| 2015 | 2月2日   | 2014第4届阿比鹿音乐奖                        | 最受欢迎流行音乐人獎     | 华晨宇                       |
| 2015 | 3月25日  | 2015QQ音乐年度盛典暨巅峰榜颁奖典礼           | 年度最佳内地男歌手       | 华晨宇                       |
| 2015 | 3月25日  | 2015QQ音乐年度盛典暨巅峰榜颁奖典礼           | 年度最佳QQ音乐互动演唱会 | 《2014火星演唱会》           |
| 2015 | 3月30日  | 第22届东方风云榜                             | 全民选择男歌手           | 华晨宇                       |
| 2015 | 3月30日  | 第22届东方风云榜                             | 最佳专辑                 | 《卡西莫多的礼物》           |
| 2015 | 4月13日  | 第15届音乐风云榜年度盛典                     | 年度内地最受欢迎男歌手   | 华晨宇                       |
| 2015 | 4月13日  | 第15届音乐风云榜年度盛典                     | 2014年度最受欢迎专辑獎   | 《卡西莫多的礼物》           |
| 2015 | 4月13日  | 第15届音乐风云榜年度盛典                     | 最佳专辑演唱             | 《卡西莫多的礼物》           |
| 2015 | 4月13日  | 第15届音乐风云榜年度盛典                     | 最佳专辑制作             | 《卡西莫多的礼物》           |
| 2015 | 8月23日  | 2014 Music Radio中国排行榜                   | 年度最受欢迎新人         | 华晨宇                       |
| 2015 | 8月23日  | 2014 Music Radio中国排行榜                   | 年度金曲                 | 《Let you go》               |
| 2015 | 8月23日  | 2014 Music Radio中国排行榜                   | 年度最佳作曲             | 《卡西莫多的礼物》           |
| 2016 | 1月7日   | 2015新浪微博之夜                             | 2015亚洲新歌榜冠军王     | 华晨宇                       |
| 2016 | 1月7日   | 2015新浪微博之夜                             | 年度最受欢迎男歌手       | 华晨宇                       |
| 2016 | 1月12日  | 2015移动视频风云盛典                         | 最具人气男歌手           | 华晨宇                       |
| 2016 | 1月16日  | 阿里音乐年度人气榜                           | 年度最受欢迎艺人         | 华晨宇                       |
| 2016 | 1月16日  | 阿里音乐年度人气榜                           | 年度流行专辑(华语)       | 《异类》                     |
| 2016 | 1月16日  | 阿里音乐年度人气榜                           | 年度最受欢迎专辑         | 《异类》                     |
| 2016 | 1月16日  | 阿里音乐年度人气榜                           | 年度最受欢迎歌曲         | 《蜉蝣》                     |
| 2016 | 3月28日  | 第23届东方风云榜                             | 全民选择男歌手           | 华晨宇                       |
| 2016 | 3月28日  | 第23届东方风云榜                             | 传媒推荐奖               | 华晨宇                       |
| 2016 | 3月28日  | 第23届东方风云榜                             | 年度概念专辑獎           | 《异类》                     |
| 2016 | 3月28日  | 第23届东方风云榜                             | 年度最佳流行合作獎       | 《国王与乞丐》               |
| 2016 | 3月29日  | 2016酷亚洲音乐盛典                           | 年度最具影响力歌手       | 华晨宇                       |
| 2016 | 3月29日  | 2016酷亚洲音乐盛典                           | 现场人气歌               | 华晨宇                       |
| 2016 | 3月29日  | 2016酷亚洲音乐盛典                           | 年度最佳专辑（内地）     | 《异类》                     |
| 2016 | 4月9日   | 第16届音乐风云榜                             | 年度最佳专辑演唱         | 《异类》                     |
| 2016 | 4月9日   | 第16届音乐风云榜                             | 年度最佳偶像             | 华晨宇                       |
| 2016 | 4月13日  | 2016乐视生态共享之夜                         | 年度最受欢迎歌手         | 华晨宇                       |
| 2016 | 9月27日  | 亚洲新歌榜2016年度盛典                       | 最佳男歌手               | 华晨宇                       |
| 2016 | 9月27日  | 亚洲新歌榜2016年度盛典                       | 年度十大金曲             | 《蜉蝣》 《异类》 《反义词》 |
| 2016 | 12月2日  | 2016Mnet亞洲音樂大獎                         | 亞洲最佳藝人             | 华晨宇                       |
| 2016 | 12月18日 | 网易有态度人物盛典                           | 年度最有态度燃爆唱将     | 华晨宇                       |
| 2016 | 12月8日  | 年轻的选择·2016優酷盛典                      | 年度突破藝人             | 华晨宇                       |
| 2016 | 12月8日  | 年轻的选择·2016優酷盛典                      | 微博加油榜`年輕的選擇    | 华晨宇                       |
| 2017 | 12月2日  | 2018愛奇藝尖叫之夜                           | 年度男歌手               | 华晨宇                       |
| 2017 | 12月3日  | 2017腾讯视频星光大賞                         | 年度綜藝之星             | 华晨宇                       |
| 2017 | 12月3日  | 2017腾讯视频星光大賞                         | VIP年度歌手              | 华晨宇                       |
| 2018 | 8月29日  | 2018華人歌曲音樂盛典                         | 華人傑出青年歌手         | 华晨宇                       |
| 2018 | 8月29日  | 2018華人歌曲音樂盛典                         | 年度金曲                 | 《齐天》                     |
| 2018 | 4月13日  | 湖南卫视歌手2018                             | 亚军                     | 华晨宇                       |
| 2018 | 12月12日 | Yahoo搜尋人氣大獎2018                        | 亚洲人气票王             | 华晨宇                       |
| 2018 | 12月13日 | 2018《芭莎男士》商业星力量“智美先锋”年度盛典 | 年度最佳歌手             | 华晨宇                       |
| 2019 | 1月11日  | 2018微博之夜                                 | 微博年度最佳歌手         | 华晨宇                       |
| 2019 | 12月14日 | 2019神武·第十三届音乐盛典咪咕汇              | 年度最佳男歌手           | 华晨宇                       |
| 2019 | 12月14日 | 2019神武·第十三届音乐盛典咪咕汇              | 年度内地最受欢迎男歌手   | 华晨宇                       |
| 2019 | 12月14日 | 2019神武·第十三届音乐盛典咪咕汇              | 年度十大金曲             | 《齐天》                     |
| 2020 | 1月11日  | 2019微博之夜                                 | 微博年度最具影响力音乐人 | 华晨宇                       |
| 2020 | 4月24日  | 湖南卫视歌手·当打之年                        | 歌王                     | 华晨宇                       |
| 2022 | 12月28日 | 微博音乐盛典                                 | 年度推荐演唱会           | 华晨宇2021火星演唱会         |
| 2022 | 12月28日 | 微博音乐盛典                                 | 年度推荐歌手             | 华晨宇                       |